# Киренский район
Ки́ренский райо́н — административно-территориальное образование (район) и муниципальное образование (муниципальный район) в Иркутской области России.
Административный центр — город Киренск.

## География
Киренский район находится в северо-восточной части Иркутской области. Граничит на юге с Казачинско-Ленским, на западе с Усть-Кутским, на северо-западе с Катангским районами, на севере — с Республикой Саха (Якутия), на северо-востоке и востоке с Мамско-Чуйским районом, на юго-востоке с Республикой Бурятия.
Главные реки района — Лена и Киренга.
Площадь территории района — 43,8 тыс. км² (5,8 % площади области).

### Климат
Климат — резко континентальный. Преобладание ясной и холодной погоды зимой, жаркой и сухой — летом. Число тёплых дней колеблется от 160 до 165, заморозки наступают раньше, а заканчиваются позже, по сравнению с другими районами области. Глубина снежного покрова по среднемноголетним данным колеблется в пределах 45-50 см, а в отдельные годы достигает 80-90 см, устойчивый снежный покров образуется в октябре-ноябре и лежит обычно до апреля-мая.
Киренский район приравнен к районам Крайнего Севера.

## История
Район образован в 1929 году.

## Население
| 2002    | 2009    | 2010    | 2011    | 2012    | 2013    | 2014    |
| ------- | ------- | ------- | ------- | ------- | ------- | ------- |
| 23 830  | ↘21 718 | ↘20 322 | ↘20 263 | ↘19 805 | ↘19 322 | ↘18 909 |
| 2015    | 2016    | 2017    | 2020    | 2021    |         |         |
| ↘18 500 | ↘18 250 | ↘18 015 | ↘17 129 | ↘16 219 |         |         |

### Урбанизация
В городских условиях (город Киренск и рабочий посёлок Алексеевск) проживают  79,23 % населения района.

## Муниципально-территориальное устройство
В муниципальный район входят 9 муниципальных образований, в том числе 2 городских поселения  и 7 сельских поселений, а также 1 межселенная территория без какого-либо статуса муниципального образования
| №        | Муниципальное образование | Административный центр     | Количество населённых пунктов | Население (чел.) | Площадь (км²) |
| -------- | ------------------------- | -------------------------- | ----------------------------- | ---------------- | ------------- |
| 1e-06    | Городские поселения       |                            |                               |                  |               |
| 1        | Алексеевское              | рабочий посёлок Алексеевск | 3                             | ↘1967            | 1110,82       |
| 2        | Киренское                 | город Киренск              | 10                            | ↘11 849          | 6149,88       |
| 2.000002 | Сельские поселения        |                            |                               |                  |               |
| 3        | Алымовское                | село Алымовка              | 5                             | ↗593             | 870,40        |
| 4        | Коршуновское              | село Коршуново             | 6                             | ↗190             | 9399,68       |
| 5        | Криволукское              | село Кривая Лука           | 2                             | ↗344             | 796,22        |
| 6        | Макаровское               | село Макарово              | 6                             | ↗735             | 1553,46       |
| 7        | Небельское                | посёлок Небель             | 1                             | →121             | 724,22        |
| 8        | Петропавловское           | село Петропавловское       | 4                             | ↗392             | 15411,42      |
| 9        | Юбилейнинское             | посёлок Юбилейный          | 4                             | ↗566             | 2054,32       |
| 9.000003 |                           |                            |                               |                  |               |
| 9.000004 | межселенная территория    |                            | 3                             |                  | 5834,27       |

Законом от 9 июля 2015 года, было упразднено Мироновское сельское поселение, территория которого 1 августа 2015 года была включена в Коршуновское сельское поселение.
Законом от 19 декабря 2017 года, было упразднено Визирнинское сельское поселение, а его территория была передана в межселенную территорию
Законом от 5 марта 2019 год, было упразднено Бубновское сельское поселение, а его территория была передана в межселенную территорию.

### Населённые пункты
В Киренском районе 42 населённых пункта.
| №  | Населённый пункт | Тип             | Население | Муниципальное образование                 |
| -- | ---------------- | --------------- | --------- | ----------------------------------------- |
| 1  | Алексеевка       | деревня         | →4        | Алексеевское муниципальное образование    |
| 2  | Алексеевск       | рабочий посёлок | ↘1852     | Алексеевское муниципальное образование    |
| 3  | Алымовка         | село            | ↗310      | Алымовское муниципальное образование      |
| 4  | Балышева         | деревня         | ↘9        | Макаровское муниципальное образование     |
| 5  | Банщиково        | село            | ↗70       | Алымовское муниципальное образование      |
| 6  | Бор              | деревня         | ↘6        | Киренское муниципальное образование       |
| 7  | Верхнекарелина   | деревня         | →0        | Киренское муниципальное образование       |
| 8  | Верхолугск       | деревня         | ↗2        | Макаровское муниципальное образование     |
| 9  | Визирный         | посёлок         | ↘56       | межселенная территория                    |
| 10 | Вишнякова        | деревня         | ↗52       | Юбилейнинское муниципальное образование   |
| 11 | Воронежский      | посёлок         | ↘148      | Алексеевское муниципальное образование    |
| 12 | Дарьина          | деревня         | →5        | Коршуновское муниципальное образование    |
| 13 | Заборье          | деревня         | →10       | Криволукское муниципальное образование    |
| 14 | Змеиново         | село            | ↘87       | Киренское муниципальное образование       |
| 15 | Золотой          | посёлок         | ↘8        | Петропавловское муниципальное образование |
| 16 | Ичера            | деревня         | ↘5        | Коршуновское муниципальное образование    |
| 17 | Киренск          | город           | ↘10 998   | Киренское муниципальное образование       |
| 18 | Коммуна          | деревня         | ↘134      | Киренское муниципальное образование       |
| 19 | Коршуново        | село            | ↘142      | Коршуновское муниципальное образование    |
| 20 | Красноярово      | село            | ↘40       | межселенная территория                    |
| 21 | Кривая Лука      | село            | ↘381      | Криволукское муниципальное образование    |
| 22 | Кривошапкино     | село            | ↘398      | Киренское муниципальное образование       |
| 23 | Макарово         | село            | ↘718      | Макаровское муниципальное образование     |
| 24 | Мироново         | село            | ↘51       | Коршуновское муниципальное образование    |
| 25 | Мутина           | деревня         | →0        | Коршуновское муниципальное образование    |
| 26 | Небель           | посёлок         | ↘121      | Небельское муниципальное образование      |
| 27 | Никольск         | деревня         | ↘114      | Киренское муниципальное образование       |
| 28 | Никулина         | деревня         | ↗154      | Алымовское муниципальное образование      |
| 29 | Орлова           | деревня         | ↘33       | Петропавловское муниципальное образование |
| 30 | Пашня            | посёлок         | ↗17       | Макаровское муниципальное образование     |
| 31 | Петропавловское  | село            | ↘363      | Петропавловское муниципальное образование |
| 32 | Подъельник       | деревня         | →0        | Алымовское муниципальное образование      |
| 33 | Салтыкова        | деревня         | →81       | Алымовское муниципальное образование      |
| 34 | Сидорова         | деревня         | ↘196      | Киренское муниципальное образование       |
| 35 | Скобельская      | деревня         | ↘2        | Макаровское муниципальное образование     |
| 36 | Старая Деревня   | деревня         | →11       | Киренское муниципальное образование       |
| 37 | Улькан           | село            | →0        | межселенная территория                    |
| 38 | Усть-Киренга     | село            | ↘54       | Макаровское муниципальное образование     |
| 39 | Хабарова         | деревня         | ↘38       | Киренское муниципальное образование       |
| 40 | Частых           | деревня         | →0        | Коршуновское муниципальное образование    |
| 41 | Чечуйск          | село            | ↘120      | Юбилейнинское муниципальное образование   |
| 42 | Юбилейный        | посёлок         | ↘454      | Юбилейнинское муниципальное образование   |

### Упразднённые населённые пункты
- село Сполошино (2023[19])
- деревня Кондрашина (2023[19])
- посёлок Бубновка (2019[20])
- село Горбово
- село Подкаменское

## Экономика
Экономика района представлена предприятиями транспорта, лесного хозяйства, сельского хозяйства, торговли и общественного питания. В районе на 1.01.2007 г. насчитывается 290 предприятий и организаций всех отраслей экономики различных организационно-правовых форм. Основа производственного потенциала Киренского районного муниципального образования — лесное хозяйство, объём выручки которого составляет 41 % от общего объёмы выручки по району, и транспортная отрасль, удельный вес в выручке — 39 %.